# بنجامين برتراند
بنجامين برتراند (بالفرنسية: Benjamin Bertrand)‏ (24 يونيو 1992 ببورجيز في فرنسا - ) هو لاعب كرة قدم فرنسي في مركز حراسة المرمى. لعب مع نادي تور ويانج لايونز.

## وصلات خارجية
- بنجامين برتراند على موقع قاعدة بيانات كرة القدم.إي يو (الإنجليزية)
- بنجامين برتراند على موقع Soccerway.com (الإنجليزية)